# Amy Mbacké Thiam
Amy Mbacké Thiam (sinh 10 tháng 11 năm 1976) là một vận động viên người Sénégal thi đấu ở 400 mét.

## Tiểu sử
Cô đã giành được huy chương trong hai Giải vô địch thế giới, nhưng tại Thế vận hội năm 2004, cô đã bị loại. Cô được biết đến nhiều nhất khi giành huy chương vàng tại Giải vô địch thế giới về điền kinh năm 2001 được tổ chức tại Edmonton, Alberta, Canada. Với 49,86 trong chiến thắng đó, cô vẫn giữ kỷ lục quốc gia Senegal.

## Thành tích giải đấu
| Năm                  | Giải đấu                | Địa điểm                           | Thứ hạng             | Nội dung             | Chú thích            |
| Representing Sénégal | Representing Sénégal    | Representing Sénégal               | Representing Sénégal | Representing Sénégal | Representing Sénégal |
| -------------------- | ----------------------- | ---------------------------------- | -------------------- | -------------------- | -------------------- |
| 1997                 | Jeux de la Francophonie | Antananarivo, Madagascar           | 4th                  | 400 m                | 53.25                |
| 1998                 | African Championships   | Dakar, Senegal                     | 4th                  | 400 m                | 52.39                |
| 1999                 | World Championships     | Seville, Spain                     | 13th (sf)            | 400 m                | 50.77                |
| 1999                 | World Championships     | Seville, Spain                     | 10th (h)             | 4 × 400 m relay      | 3:30.99 (NR)         |
| 1999                 | All-Africa Games        | Johannesburg, South Africa         | 3rd                  | 400 m                | 50.95                |
| 1999                 | All-Africa Games        | Johannesburg, South Africa         | 2nd                  | 4 × 400 m relay      | 3:31.63              |
| 2000                 | Olympic Games           | Sydney, Australia                  | 12th (sf)            | 400 m                | 51.60                |
| 2000                 | Olympic Games           | Sydney, Australia                  | 13th (h)             | 4 × 400 m relay      | 3:28.02 (NR)         |
| 2001                 | Jeux de la Francophonie | Ottawa, Canada                     | 1st                  | 400 m                | 50.92                |
| 2001                 | World Championships     | Edmonton, Canada                   | 1st                  | 400 m                | 49.86                |
| 2001                 | World Championships     | Edmonton, Canada                   | 11th (h)             | 4 × 400 m relay      | 3:30.03              |
| 2001                 | Goodwill Games          | Brisbane, Australia                | 3rd                  | 400 m                | 51.25                |
| 2002                 | African Championships   | Radès, Tunisia                     | 7th (h)              | 400 m                | 54.02                |
| 2003                 | World Championships     | Paris, France                      | 3rd                  | 400 m                | 49.95                |
| 2003                 | World Championships     | Paris, France                      | 7th (h)              | 4 × 400 m relay      | 3:28.37              |
| 2004                 | African Championships   | Brazzaville, Republic of the Congo | 1st                  | 4 × 400 m relay      | 3:29.41              |
| 2004                 | Olympic Games           | Athens, Greece                     | 29th (h)             | 400 m                | 52.44                |
| 2005                 | World Championships     | Helsinki, Finland                  | 8th                  | 400 m                | 52.22                |
| 2005                 | World Championships     | Helsinki, Finland                  | 15th (h)             | 4 × 400 m relay      | 3:29.03              |
| 2006                 | African Championships   | Bambous, Mauritius                 | 1st                  | 400 m                | 52.22                |
| 2007                 | World Championships     | Osaka, Japan                       | 38th (h)             | 400 m                | 54.31                |
| 2009                 | World Championships     | Berlin, Germany                    | 14th (sf)            | 400 m                | 51.70                |
| 2010                 | African Championships   | Nairobi, Kenya                     | 2nd                  | 400 m                | 51.32                |
| 2010                 | African Championships   | Nairobi, Kenya                     | 3rd                  | 4 × 400 m relay      | 3:35.55              |
| 2011                 | All-Africa Games        | Maputo, Mozambique                 | 2nd                  | 400 m                | 51.77                |
| 2012                 | African Championships   | Porto Novo, Benin                  | 3rd                  | 400 m                | 51.68                |
| 2012                 | African Championships   | Porto Novo, Benin                  | 3rd                  | 4 × 400 m relay      | 3:31.64              |
| 2012                 | Olympic Games           | London, United Kingdom             | 31st (h)             | 400 m                | 53.23                |
| 2013                 | World Championships     | Moscow, Russia                     | 20th (sf)            | 400 m                | 52.37                |